# Kabupaten Polewali Mandar
Kabupaten Polewali Mandar är ett kabupaten i Indonesien.   Det ligger i provinsen Sulawesi Barat, i den centrala delen av landet, 1 400 km öster om huvudstaden Jakarta. Antalet invånare är 396 120.